# Margites pumilus
Margites pumilus är en skalbaggsart som beskrevs av Holzschuh 1999. Margites pumilus ingår i släktet Margites och familjen långhorningar. Inga underarter finns listade i Catalogue of Life.